# Hapartiwa
Hapartiwa va ser probablement el successor del rei Hurmeli de Kanesh (Kanis). Va regnar cap al segle XIX aC, potser des del 1830 aC.
Va començar la seva carrera com a oficial d'Hurmeli, com a rabi simmiltim, i algunes inscripcions fan pensar que n'era el fill, encara que potser no és cert. En altres inscripcions no porta aquest títol i se suposa que és perquè ja l'havia succeït. La ciutat de Kanesh va ser destruïda segurament per Uhna, rei de Zalpa o Zalpuwa, regne que la posseïa en temps d'Anitta. Per un temps Zalpa va exercir l'hegemonia. Les tauletes de Kultepe esmenten per la mateixa època a Buruixkhanda (Purušhanda) com un dels principals regnes anatòlics.